# Liste der Monuments historiques in Busset
Die Liste der Monuments historiques in Busset führt die Monuments historiques in der französischen Gemeinde Busset auf.

## Liste der Bauwerke
| Bezeichnung       | Beschreibung                                                                                   | Standort | Kennzeichnung | Schutzstatus   | Datum          | Bild           |
| ----------------- | ---------------------------------------------------------------------------------------------- | -------- | ------------- | -------------- | -------------- | -------------- |
| Château de Busset | Schloss mit französischem und italienischem Garten und Wirtschaftshof, 14. bis 19. Jahrhundert | (Lage)   | PA00093029    | Classé Inscrit | 1981 1990 1993 | weitere Bilder |

## Liste der Objekte
| Bezeichnung                                          | Beschreibung                                                                                     | Standort             | Kennzeichnung | Schutzstatus | Datum | Bild |
| ---------------------------------------------------- | ------------------------------------------------------------------------------------------------ | -------------------- | ------------- | ------------ | ----- | ---- |
| Gemälde Das Opfer Abrahams                           | 18. Jahrhundert                                                                                  | in der Kirche (Lage) | PM03000056    | Classé       | 1907  |      |
| Skulptur Madonna mit Kind (Foto in der Base Palissy) | Holz, vergoldet, 16. Jahrhundert; ehemals in der Kapelle St-Vincent, 2003 nach Chambéry verkauft | (Lage)               | PM03000057    | Classé       | 1979  |      |
| Altar                                                | Marmor, 1840                                                                                     | in der Kirche (Lage) | PM03001375    | Inscrit      | 1974  |      |